# Mlýn U Veselých
Mlýn U Veselých (Měcháčův, Měchurovský) je vodní mlýn v Chotči, který stojí na Radotínském potoce.

## Historie
Vodní mlýn je poprvé zmíněn roku 1666 s novým nájemcem Měchurkou ze mlýna pod Chejnicemi. Roku 1768 byl prodán jako dědičný majetek Janu Dočkalovi za 1000 zlatých rýnských a o šest let později Václavu Michudovi za 2290 zlatých.
Již roku 1776 koupil mlýn Václav Veselý, v jehož rodině je stále. Mlýn měl na konci 18. století dvě složení a jednu stoupu, byla vedle něj zahrádka a poblíž ještě 10 strychů polí ve 4 kusech.
Roku 1931 byla ke mlýnu postavena pekárna, ve které se pekl chléb pro obchody v okolí. Elektromotor instalovaný v roce 1935 posílil pohon transmise. V roce 1936 se ve mlýně konal Sokolský slet za účasti i okolních obcí.
V roce 1942 nahradila Francisova turbína vodní kolo na vrchní vodu a o rok později bylo instalováno dynamo za účelem využití elektřiny pro osvětlení ve mlýně.
Po skončení 2. světové války si Veselý půjčil na modernizaci mlýna. V roce 1951 byl však mlýn „vyloučen z mletí“ a mlynář musel splácet dluh ze zaměstnaneckých platů až do roku 1968. Na podzim 1975 byla zbořena pekárna z důvodu havarijního stavu stavby.
Po roce 1990 se v restituci vrátil rodině Veselých, která provoz obnovila, melou se zde speciální mouky a konají se v něm prohlídky.

## Popis
Zděný, jednopatrový mlýn má mlýnici a obytný dům pod jednou střechou, ale dispozičně oddělené. Budovy mají zdobený zděný štít, malovanou a plastickou omítkovou výzdobu fasád a štítů a v interiéru dochovanou klenbu.
Kompletně dochované technologické vybavení pracovalo po roce 1989 ještě několik let. Dochovala se také výroba elektrické energie, stoupa zanikla.
Voda k mlýnu vedla náhonem přes rybník, stavidlo a vantroky a odtokovým kanálem se vracela zpět do potoka. V roce 1930 měl mlýn 1 kolo na vrchní vodu, spád 3 metry a výkon 4,5 HP. Po modernizaci roku 1942 zde pracovala Francisova turbína, která se také dochovala.